# Hans-Ulrich Breyer
Hans-Ulrich Breyer (* 1957 in Ulm) ist ein deutscher Geiger, Bratscher, Komponist und Dirigent. Er ist seit 1987 stellvertretender Solobratscher des Münchner Rundfunkorchesters und veröffentlichte mehrere Bearbeitungen von Johann Sebastian Bach bei Jova-music, ehemals Musikverlag C. Varner in München.

## Leben und Wirken
Hans-Ulrich Breyer  studierte an der Musikhochschule Köln und an der Hochschule für Musik und Theater München (Viola bei Franz Beyer.) Danach besuchte er die Meisterklasse und studierte zusätzlich Viola d’amore. Von 1981 bis 1986 absolvierte er ein Dirigierstudium bei Sergiu Celibidache.
1986 erhielt Hans-Ulrich Breyer die Position des Solobratschers im Schleswig-Holsteinischen Landestheater und Sinfonieorchester Flensburg. 1987 erhielt er eine Position als Stellvertretender Solobratscher ins Münchner Rundfunkorchester. Er spielte unter namhaften Dirigenten wie Leonard Bernstein, Igor Oistrach, Daniel Barenboim, Giuseppe Sinopoli und Yehudi Menuhin
Ab 1994 wirkte er im Bayreuther Festspielorchester (bis 2000).
Im Jahre 2000 gab er als Dirigent mit Mitgliedern des National Sinfony Orchestra Usbekistan einige Konzerte.
Anfang der Achtziger Jahre spielte Hans-Ulrich Breyer die Uraufführungen der Komponisten Kay Westermann. (Konzert für Viola) Hubert Kaineder (Rosa solis für Viola solo).

## Kammermusik
Als Kammermusik-Geiger spielte Hans-Ulrich Breyer in den Ensembles Quartetto Sfrenato Ulm,  The Wiblingen Baroque Experts und bei der Rudolf Kempe Society. Sein Quartetto 4 München (mit Beate Färber, Rainhard Lutter und Johanna Varner) hat es sich zur Aufgabe gemacht, das Gesamtwerk der Klassisch-Romantischen Quartettliteratur aufzunehmen.

## Bach-Bearbeitungen für Streichquartett
Hans-Ulrich Breyer hat selbst für die Besetzung Streichquartett komponiert und auch zahlreiche Bearbeitungen für Streichquartett geschrieben. Besonderen Augenmerk in seinen Bearbeitungen hat das gesamte Orgelwerk von J.S. Bach. Bei Jova-music, ehemals Musikverlag C. Varner veröffentlichte er im Jahre 2008 für Streichquartett das Orgelbüchlein (in drei Bänden), BWV 599–644 und die Passacaglia c-Moll, BWV 582. Dazu schrieb Hans-Ulrich Breyer im Vorwort:" Bachs Passacaglia c-moll wurde bereits mehrfach bearbeitet. Respighi und Stokowski schufen Orchesterarrangements, Busoni und d'Albert Klavierbearbeitungen, Reger sogar eine Fassung für zwei Klaviere. Der Herausgeber begegnete der Passacaglia erstmals in einer Version für Klavier zu vier Händen. Bereits dabei entstand, angeregt durch die beständig vorliegen Vierstimmigkeit besonders in der Doppelfuge, die Idee einer Quartettbearbeitung. Diese liegt nun hiermit erstmals gedruckt vor und orientiert sich an Bachs Urtext. .....Die Münchner Uraufführung erfolgte durch das Quartetto 4 München. Hans-Ulrich Breyer, Dezember 2008". (aus dem Vorwort der Notenausgabe Johann Sebastian Bach, Passacaglia, c-moll BWV 582 für Streichquartett, bearbeitet von Hans-Ulrich Breyer, Musikverlag C. Varner, CV 1110, München 2008)